# Nenad Marković
Pour les articles homonymes, voir Marković.
Nenad Marković est un joueur et entraîneur bosnien de basket-ball né le 6 juin 1968 à Doboj. Marković possède aussi la nationalité espagnole.
Il joue dans différents clubs européens (français, espagnols, italien, grecs, israéliens, suisse et bosnien) et avec la sélection nationale yougoslave et bosniaque.

## Biographie
Marković commence sa carrière de joueur à l'âge de vingt ans, dans le club KK Bosna de Sarajevo lors de la saison 1988-1989 jusqu'à la saison 1991-1992 et aussi de 2003-2004 à 2005-2006 ; puis il joue en Italie dans le club de Trieste lors de la saison 1992-1993 pendant six mois et les six autres mois, il joue dans le club espagnol de Ferrys Lliria, puis dans le club israélien d'Hapoël Tel-Aviv lors des saisons 1993-1994 et 1995-1996, dans le club espagnol de Joventut Badalona lors de la saison 1994-1995 pendant six mois et les six autres mois dans le club suisse des Lugano Tigers, puis dans le club israélien d'Hapoël Eilat lors de la saison 1996-1997 pendant les six premiers mois et lors des six autres mois, dans le club français de Limoges et aussi lors des saisons 1997-1998 et 1998-1999.
Il part ensuite en Espagne dans le club de Pamesa Valencia pendant la saison 1999-2000 et dans le club d'Adecco Estudiantes Madrid pendant la saison 2000-2001. De 2001-2002 et de 2003-2004 (pendant trois mois), il joue dans le club grec de Panionios Athènes.
Lors de la saison 2002-2003, il joue dans un autre club grec, celui du Olympiakos Le Pirée. Après, en 2003-2004 (pendant trois mois), il joue dans le club espagnol de Murcie. 
Il est revenu dans son club formateur de KK Bosna Sarajevo lors des trois derniers mois de la saison 2003-2004 jusqu'à la saison 2005-2006. Et à la fin de la saison 2005-2006, il a mis un terme à sa carrière de joueur.
Avec le club du CSP Limoges, en 1998 et 1999, il participe au All-Star Game et en 1998, il est finaliste du championnat de Pro A. En 2002, il est quart de finaliste de la Coupe Saporta avec le club de Panionios Athènes. Puis en 2003, il joue le Final Four de la Ligue grecque avec le club de l'Olympiakos S.F.P. Le Pirée.
Après, en 2004, il est demi-finaliste de la Coupe de la Ligue de Bosnie-Herzégovine avec le club de KK Bosna Sarajevo et champion de la saison régulière en 2004 et 2005 ; finaliste de la Ligue de Bosnie-Herzégovine en 2004 ; vainqueur de la Coupe de Bosnie-Herzégovine en 2005 et quart de finaliste de la Ligue adriatique lors cette même année.
En 2005, il est élu meneur de l'année de la Ligue de Bosnie-Herzégovine, il est champion de cette même Ligue pendant cette même année.  
Il a terminé premier avec son club de la Ligue de Bosnie-Herzégovine en 2005 et meilleure équipe à domicile de cette Ligue pendant cette même année.
Après sa carrière de joueur, Marković devient entraîneur.
Lors de la 2006-2007, il est entraîneur de son club formateur, le KK Bosna Sarajevo et comme les résultats ne sont pas satisfaisants pour les dirigeants du club, le président du club le licencie.
En 2021, Marković devient entraîneur de la JDA Dijon en première division française. Les résultats sportifs de la JDA sont bons et en mars 2023, il est prolongé au poste d'entraîneur jusqu'à la fin de la saison 2023-2024. Marković est toutefois mis à pied par la JDA Dijon en décembre 2023 et remplacé par Laurent Legname libéré du Basket Club Maritime Gravelines Dunkerque Grand Littoral.

## Palmarès

### Clubs
- Meilleur meneur de l'année : 2005 (KK Bosna Sarajevo).
- Champion de la Ligue de Bosnie-Herzégovine : 2005 (KK Bosna Sarajevo) ; Champion de la saison régulière de la Ligue de Bosnie-Herzégovine (2004,2005).
- Finaliste du championnat de France de Pro A : 1998 ; finaliste de la Ligue de Bosnie-Herzégovine : 2004 ; joue le Final Four du championnat grec (2003).
- Coupe Saporta : 1/4 de finaliste (2002).
- Coupe d'Espagne : finaliste (2000) ; Coupe de la Ligue de Bosnie-Herzégovine : 1/2 finaliste (2004) ; Coupe de Bosnie-Herzégovine : vainqueur (2005).
- Meilleure équipe : 2005 ; meilleure équipe à domicile de la Ligue de Bosnie-Herzégovine: 2005.
- Ligue adriatique : 1/4 de finaliste (2005)
- All-Star Game : 3 participations (1998, 1999 en Pro A française; vainqueur du tir à 3 points en 2004 du championnat de Bosnie-Herzégovine).

### Sélection nationale
- Sélection nationale yougoslave : 1 sélection (1990).
- Sélection nationale bosnienne : 1995-2001.
- Championnat d'Europe : 3 participations (1997, 1999 et 2001).